# 모리후쿠 마사히코
모리후쿠 마사히코(일본어: 森福 允彦, 1986년 7월 29일 ~ )는 일본의 프로 야구 선수이며, 전 센트럴 리그인 요미우리 자이언츠의 소속 선수(투수)이다.
애칭은 쵸메(ちょめ).

## 인물

### 프로 입단 전
초등학교 6학년 때는 전국 제패를 이끌었고 고등학교 2학년, 3학년 때 모두 하계 소속 현 대회에서 준우승을 이끌었다. 고교 2학년 때에는 56이닝 무자책점이라는 기록을 수립했다. 이것은 구도 기미야스가 아이치 현 대회의 기록을 경신한 것이며 당시에는 ‘미카와의 닥터 K’(三河のドクターK)라는 별명이 불릴 정도로 화제가 되었다. 준결승전에서는 야마우치 소마, 하세베 고헤이가 소속된 도자쿠 고등학교와의 맞대결에서도 완봉승을 따냈지만 결승전에서는 도노우에 다케히로, 마루야마 다카시가 소속된 아이치 공업 대학 메이덴 고등학교한테 0대 3으로 패했다.
고교 졸업 후인 2005년에 시닥스에 입사, 3월에 열린 도쿄 스포니치 대회에 출전하여 호투하는 등의 활약으로 신인상을 수상했고 다케다 마사루와 함께 시닥스의 주력 투수로서 도시 대항 야구 대회와 사회인 야구 일본 선수권 대회 출전을 이끌기도 했다.
2006년, 도시 대항 야구 도쿄 2차 대회 예선에서는 메이지 야스다 생명과 상대했지만 제구력 난조와 컨디션 저하로 인해 예선에서 패했고 JR 동일본의 보강 선수로서 도시 대항 야구 대회에 출전했다. 호리이 데쓰야 감독의 지도하에 마무리 투수를 맡아 JR 동일본의 4강 진출에 기여했다. 그 후 시닥스 야구부의 해체가 결정되었고 일본 선수권 간토 지역 2차 예선에서는 도시바를 상대하면서 선발 등판했지만 집중타를 맞아 패전 투수가 되었다. 시닥스는 이 경기에서의 패배로 인해 활동을 중단했기 때문에 시닥스의 마지막 경기에서 선발한 투수가 되었다.
시닥스의 해체에 따른 특례로 고졸 2년째이면서 드래프트 대상 선수가 되었고 드래프트에 지명되지 않으면 JR 동일본의 입단이 정해져 있었지만 2006년 대학생·사회인 드래프트에서 후쿠오카 소프트뱅크 호크스로부터 4순위 지명을 받고 입단했다. 소프트뱅크의 등번호 19번은 당시 시닥스의 감독이었던 노무라 가쓰야가 현역 시절에 착용했던 등번호였다.

### 소프트뱅크 시절

#### 2007년 ~ 2009년
1군 데뷔 경기인 2007년 3월 31일 지바 롯데 마린스전(지바 마린 스타디움)에서의 9회에 등판하면서 아웃 3개는 모두 삼진으로 처리했다. 2008년과 2009년에 1군 등판은 있었지만 우타자와 상대할 때 피안타율이 높아지면서 뚜렷한 활약을 보여주지 못했다.

#### 2010년
왼손 타자를 상대하거나 패전 처리 등에서 신뢰를 쌓아올렸고 8월 15일부터 30일까지 등판한 6경기에서 11과 2/3이닝을 던졌을 때 WHIP이 0.343이라는 기록을 남겼다. 특히 8월 26일 오릭스 버펄로스전(야후 돔)에서는 연장 11, 12회를 5자 연속 헛스윙 삼진으로 처리하는 등 완벽하게 막아냈다. 다음날 지바 롯데전에서는 5회초 1사 만루 상황에 한방이면 역전 당할 수 있는 상황에서 등판, 무실점으로 처리해 프로 데뷔 첫 승리를 거뒀다. 최종적으로는 갓토 게이스케와 함께 일명 ‘SBM’이라고 불리는 셋쓰 다다시, 브라이언 팔켄보그, 마하라 다카히로 등의 뒤를 이은 팀의 중간 계투로서 성장했다. 미세 고지, 시노하라 다카유키 등이 연달아 퇴단한 팀의 중간 계투진에서는 유일하다고 말해질 정도로 좌완 중간 계투로서의 지위를 얻어 리그 우승에 기여했다.

#### 2011년
선발로 전향한 셋쓰 다다시, 부진에 시달리고 있는 마하라, 갓토, 후지오카 요시아키 등 구원 투수진이 잇달아 전력에서 이탈하던 와중에 그들의 자리를 메우기 위해서 마무리 투수 자리를 차지해 60경기에 등판하면서 팀의 2년 연속 리그 우승과 클라이맥스 시리즈 진출에 큰 기여를 했다. 5월 1일 지바 롯데전(QVC 마린필드)에서는 팀이 5점차로 앞서고 있던 9회 2사 만루 상황에서 등판해 이시미네 쇼타를 유격수 땅볼로 잡아 퍼시픽 리그 역대 26번째에 해당되는 1구 세이브를 달성했다.
일본 시리즈에서는 5경기에 등판해 5이닝을 던지면서 무실점으로 처리하는 등 3홀드를 기록하여 팀의 일본 시리즈 우승에 큰 기여를 했다. 4차전에서는 2대 1로 앞선 6회에 선발 투수였던 D.J. 홀튼이 무사 만루의 위기 상황을 만들어 강판돼 모리후쿠는 두 번째 투수로 등판하여 대타 고이케 마사아키를 헛스윙 삼진, 히라타 료스케를 얕은 좌익수 플라이, 다니시게 모토노부를 유격수 땅볼로 잡아 무실점으로 처리했다. 한편, 이 경기에서 지상파 방송에서의 순간 최고 시청률 21.7%를 기록했다. 마치 ‘에나쓰의 21구’라고 연상케 할 정도로 언론에서는 이를 ‘모리후쿠의 11구’라고 표현했는데 오 사다하루 구단 회장은 “모리후쿠는 완벽하고 훌륭했다” 라고 극찬한 것을 비롯하며 손정의 구단주와 이하라 하루키 등도 모리후쿠의 활약에 대해서 높이 평가했다.
시즌 종료 후인 12월 3일의 계약 갱신에서는 다음 시즌의 연봉을 4,600만 엔이 증가된 7,000만 엔으로 서명했다.

#### 2012년
작년과 마찬가지로 마무리 투수를 맡았는데 그 해에는 마하라가 어깨 수술로 인해 전력에서 이탈되었기 때문에 시즌 초반에는 9회에 폴켄버그가 마무리 투수로 등판했다. 폴켄버그는 과거에 팔꿈치 부상을 고려하여 3연투를 시키지 않는 팀의 방침에 의해 폴켄버그 연투의 다음날은 모리후쿠가 9회에 마무리 투수로서 등판하고 있었다. 그런데 5월에 들어가면서 폴켄버그가 어깨 부상으로 전력에서 이탈하여 모리후쿠가 혼자서 마무리 투수를 담당하게 되었는데 이러한 갑작스런 상황에도 불구하고 모리후쿠는 등판을 계속하는 등 7월이 종료된 시점에서 14세이브를 올린다.
8월에 들어가면서 구원에 실패하는 경우도 있어 오카지마 히데키나 야나세 아키히로가 마무리 투수로 등판하는 등 다시 중간 계투를 중심으로 등판을 계속했다. 그 해에는 작년을 웃도는 최다 기록인 65경기에 등판해 2승 5패 17세이브 24홀드, 평균 자책점 1.39를 기록했다. 클라이맥스 시리즈에서도 4경기에 등판했는데 퍼스트 스테이지에서는 2경기에 등판하여 2이닝을 던지면서 호투했고 파이널 스테이지에서도 2경기에 등판했지만 뚜렷한 활약을 보여주지는 못했다.

## 상세 정보

### 출신 학교
- 도요카와 고등학교

### 선수 경력
사회인 시대
- 시닥스

프로팀 경력
- 후쿠오카 소프트뱅크 호크스(2007년 ~ 2016년)
- 요미우리 자이언츠(2017년 ~ )

국가 대표 경력
- 2013년 월드 베이스볼 클래식 일본 국가대표팀

### 수상·타이틀 경력
- JA 전농 Go·Go상(구원상 : 2012년 6월)

### 개인 기록

#### 첫 기록
- 첫 등판 : 2007년 3월 31일, 대 지바 롯데 마린스 2차전(지바 마린 스타디움), 9회말에 4번째 투수로서 구원 등판·마무리, 1이닝 무실점
- 첫 탈삼진 : 상동, 9회말에 헤이우치 히사오로부터
- 첫 홀드 : 2009년 4월 21일, 대 홋카이도 닛폰햄 파이터스 4차전(도쿄 돔), 6회말에 3번째 투수로서 구원 등판, 1이닝 무실점
- 첫 승리 : 2010년 8월 27일, 대 지바 롯데 마린스 18차전(후쿠오카 Yahoo! JAPAN 돔), 5회초 1사에 2번째 투수로서 구원 등판, 1과 2/3이닝 무실점
- 첫 세이브 : 2011년 5월 1일, 대 지바 롯데 마린스 5차전(QVC 마린필드), 9회말 2사 만루 상황에서 구원 등판·마무리, 1/3이닝 무실점

#### 기타
- 1구 세이브 : 상동, 9회말에 이시미네 쇼타를 유격 땅볼 ※퍼시픽 리그 역대 26번째(28번째)
- 올스타전 출장 : 2회(2011년, 2012년)

### 등번호
- 19(2007년 ~ 2016년)
- 13(2017년 ~ )

### 연도별 투수 성적
| 연 도      | 소 속      | 등 판 | 선 발 | 완 투 | 완 봉 | 무 4 구 | 승 리 | 패 전 | 세 이 브 | 홀 드 | 승 률 | 타 자 | 이 닝 | 피 안 타 | 피 홈 런 | 볼 넷 | 고 4 | 몸 맞 | 탈 삼 진 | 폭 투 | 보 크 | 실 점 | 자 책 점 | 평 자 책 | W H I P |
| ---------- | ---------- | ----- | ----- | ----- | ----- | ------- | ----- | ----- | -------- | ----- | ----- | ----- | ----- | -------- | -------- | ----- | ---- | ----- | -------- | ----- | ----- | ----- | -------- | -------- | ------- |
| 2007년     | 소프트뱅크 | 7     | 0     | 0     | 0     | 0       | 0     | 0     | 0        | 0     | ----  | 24    | 6.0   | 3        | 0        | 1     | 0    | 2     | 7        | 0     | 0     | 1     | 1        | 1.50     | 0.67    |
| 2008년     | 소프트뱅크 | 6     | 0     | 0     | 0     | 0       | 0     | 0     | 0        | 0     | ----  | 33    | 6.2   | 9        | 0        | 6     | 0    | 0     | 3        | 1     | 0     | 5     | 5        | 6.75     | 2.25    |
| 2009년     | 소프트뱅크 | 13    | 0     | 0     | 0     | 0       | 0     | 0     | 0        | 2     | ----  | 49    | 11.0  | 12       | 1        | 3     | 0    | 1     | 11       | 0     | 0     | 7     | 6        | 4.91     | 1.36    |
| 2010년     | 소프트뱅크 | 36    | 0     | 0     | 0     | 0       | 3     | 1     | 0        | 5     | .750  | 188   | 48.2  | 34       | 5        | 10    | 1    | 3     | 45       | 0     | 0     | 17    | 14       | 2.59     | 0.91    |
| 2011년     | 소프트뱅크 | 60    | 0     | 0     | 0     | 0       | 4     | 2     | 1        | 34    | .667  | 211   | 55.2  | 38       | 3        | 10    | 2    | 1     | 45       | 0     | 0     | 7     | 7        | 1.13     | 0.86    |
| 2012년     | 소프트뱅크 | 65    | 0     | 0     | 0     | 0       | 2     | 5     | 17       | 24    | .286  | 235   | 58.1  | 40       | 1        | 17    | 3    | 3     | 55       | 0     | 0     | 12    | 9        | 1.39     | 0.98    |
| 통산 : 6년 | 통산 : 6년 | 187   | 0     | 0     | 0     | 0       | 9     | 8     | 18       | 65    | .529  | 740   | 186.1 | 136      | 10       | 47    | 6    | 10    | 166      | 1     | 0     | 49    | 42       | 2.03     | 0.98    |

- 2012년 기준.